# 舩田クラーセンさやか
舩田クラーセン さやか（ふなだクラーセン さやか、Sayaka Funada-Classen）は、日本のアフリカ研究者。専門はアフリカ（モザンビーク）地域研究、紛争・平和研究。
元東京外国語大学准教授。博士（国際関係学）。

## 学歴
- 1993年　大阪外国語大学外国語学部ブラジル・ポルトガル語学科卒業
- 1996年　神戸市外国語大学大学院国際関係学研究科修士課程修了
- 2002年　津田塾大学大学院国際関係学研究科博士後期課程単位取得退学
- 2006年　博士（国際関係学）学位取得

## 職歴
- 1994年　　　　　 国連モザンビーク活動選挙部門職員
- 1996年　　　　　 日本政府派遣パレスチナ選挙監視要員・ボスニア・ヘルツェゴヴィナ選挙監視要員
- 1995年-1996年　フィリップス大学日本校 非常勤講師
- 1997年-1999年　日本学術振興会特別研究員
- 2002年-2004年　津田塾大学国際関係研究所 研究員
- 2004年-2008年　東京外国語大学外国語学部 講師
- 2008年-2009年　同 准教授
- 2009年-2015年　東京外国語大学総合国際学研究院 国際社会部門国際研究系 准教授（大学院重点化に伴う配置換え）
- 2019年-現在　　　明治学院大学国際平和研究所 研究員

## 受賞
- 第20回（2008年度）日本アフリカ学会研究奨励賞[1]

## 研究業績
- 『モザンビーク解放闘争史〜「統一」と「分裂」の起源を求めて』御茶の水書房（2007年）
- 「アフリカと「国際秩序」—草の根の視点から―」毛利勝彦（編）『環境と開発 のグローバ ル秩序（仮題）』東信堂 2008年
- 「紛争後モザンビーク社会の課題〜村に戻らない人々」池谷和信・武内進一・佐藤廉也（共編）『アフリカII』朝倉書店 2008年
- 山田肖子（編）『アフリカのいまを知ろう』岩波ジュニア新書　2008年
- 「アフリカ貧困とその解決に向けて」小林正弥・上村雄彦（共編）『世界の貧困問題をいかに解決できるか「ホワイトバンド」の取り組みを事例として』現代図書　2007年
- 「アフリカにおける『エスニック紛争』〜モザンビーク北部におけるエスニック集団形成過程を通じての考察」北川隆吉（編）『地域研究の課題と方法（実 証編）』文化書房博文社　2006年
- 「東チモールとポルトガル語諸国」『東チモールを知る50章』明石書店 2006年